# 스트리츠빌역
스트리츠빌역(Streetsville Station) 은 캐나다 온타리오주 미시소가에 있는 캐나다 태평양 철도 골트 선의 철도역으로, GO 트랜싯의 통근열차 노선인 밀턴선 열차와 버스가 정차한다.

## 역사
크레딧밸리 철도가 1879년에 브리태니아 로드에 런던과 오렌지빌선 분기점에 스트리츠빌 정션역 (Streetsville Junction Station) 을 건설하였으며, 오늘날의 GO 역과는 2km가량 떨어져있다. 이 역은 개통 당시 자그마한 동네였던 스트리츠빌과 멀리 떨어져있어서 승객들이 불만을 표출하였고 이에 따라 스트리츠빌 '남쪽'에 새로운 철도역을 지었다. 원래 건물은 1914년에 에프레임 에반스가 매입해서 윌리엄 스트리트 78번지로 이전하였다. 이 역은 온타리오주 문화유산법에 따라 문화재로 지정되었다.
스트리츠빌의 오늘날의 GO 역 근처에 있는 올드 스테이션 로드 끝에 위치한 이 역은 정션역이 운행을 중단한 뒤 CP 철도가 자그마한 골격의 역사를 조금 더 규모가 큰 벽돌 역사로 교체하였다. 스트리츠빌 로워역의 여객 운행은 1961년에 중단되었고 역사는 1982년 철거 전까지 화물역으로 사용되었다.
이후 오늘날의 역은 1981년 10월 27일 밀턴선 개통과 동시에 개장하였다. 처음에 토론토 방면 열차 3편, 밀턴 방면 3편이 정차한 이 역은 수요가 늘어나 오늘날에는 평일 아침 러시 아워에 토론토 방면 열차 10편, 오후 러시 아워에 밀턴 방면 열차가 10편씩 정차하고 나머지 시간대에는 버스가 운행하고 있다.
밀턴선의 수요는 GO 트랜싯의 예상을 훌쩍 뛰어넘는 수준으로 늘어났지만 해당 선로는 캐나다 태평양 철도가 소유하는 온타리오 주 서쪽에서 토론토로 화물을 수송할 수 있는 유일한 선로이기 때문에 선로를 증설하지 않는 이상 추가 운행은 기대하기 힘들다.
2016년 가을부터 2018년까지 스트리츠빌역에는 주차 공간을 추가하기 위한 공사가 이루어졌다.

## 역 구조
스트리츠빌역은 역무원이 상주하는 유인역으로, 매표소는 통근열차가 운행하는 평일 아침 5시 45분부터 9시까지 운행하고, 주말과 공휴일에는 휴무한다. 이 외에도 자동판매기에서 교통카드인 프레스토 카드 잔액을 충전할 수 있고, 신용카드, 체크카드 또는 모바일페이를 프레스토 단말기에 태그해 요금을 지불할 수도 있고, 스마트폰을 이용해 GO 트랜싯 홈페이지에 들어가 이티켓을 구매한 다음 출발 5분 전에 사용하는 방법도 있고, 자동판매기에서 일회용 승차권을 구매한 다음 프레스토 단말기에 태그하는 방법도 있다.
다른 역과 마찬가지로, 이 역에는 대합실, 화장실, 와이파이, 공중전화가 있으며, 역 건물과 승강장에는 엘리베이터와 휠체어 램프가 구비되어 있어 교통약자도 손쉽게 이용할 수 있다. 환승 주차장에는 1,540대의 주차 공간이 있으며, GO 트랜싯 승객들은 최대 48시간까지 무료로 주차할 수 있다. 이 역을 자주 이용하는 승객들은 전용 주차 공간을 사전에 예약할 수도 있고, 이 역까지 카풀해서 오는 승객들을 위해 카풀 주차 공간도 마련되어있다. 자전거를 타고 오는 승객들을 위해 자전거 거치대도 마련되어있다. 이 역에 마중나오는 차량들을 위한 정차 공간도 있다.
역 앞에 있는 버스 승강장에는 GO 트랜싯 광역버스와 마이웨이 버스가 정차한다.

## 운행 계통
밀턴선의 모든 열차는 스트리츠빌역을 포함한 모든 역에 정차하며, 평일 아침에 토론토 방면 열차가 정차하고, 평일 오후에 밀턴 방면 열차가 정차한다. 평일 평시와 주말에는 밀턴선 연선에서 레이크쇼어 웨스트선의 클락슨역으로 이어지는 버스가 운행하며, 이후 레이크쇼어 웨스트선 열차를 타고 유니언역까지 갈 수 있다. 마이웨이 버스는 9번 래스번-토마스, 67번 스트리츠빌 GO 셔틀버스가 출퇴근 시간대에 한해 정차한다.

## 버스 연결편
스트리츠빌역에서 갈아탈 수 있는 버스는 아래와 같다. GO 트랜싯과 미시소가 시내버스 간 환승 시 환승 할인이 적용되며, 이에 따라 시내버스 요금은 차감되지 않는다.

### GO 트랜싯
| 노선 | 노선 | 노선   | 종점     | 종점 | 종점                 | 경유지 | 기준일          | 비고 |
| ---- | ---- | ------ | -------- | ---- | -------------------- | --- | --------------- | ---- |
| 21   | 밀턴 | Milton | 밀턴역   | ↔    | 유니언역 버스 터미널 | - 밀턴 방면: 메도우베일역 · 메도우베일 타운 센터 · 데리 / 9번 · 밀턴역 - 토론토 방면: 에린데일역 · 스퀘어원 쇼핑센터 · 쿡스빌역 · 유니언역 버스 터미널 | 2023년 6월 24일 |      |
| 21B  | 밀턴 | Milton | 리스가역 | ↔    | 클락슨역             | - 클락슨역 방면: 에린밀스역 · 클락슨역 - 리스가역 방면: 메도우베일역 · 메도우베일 타운 센터 · 리스가역                                                 | 2023년 6월 24일 |      |

### 마이웨이
|  |

|  |

|  |

|  |

|  |

|  |

|  |

|  |  |  |

|  |  |  |

|  |  |  |

|  |  |  |

|  |  |  |

|  |  |  |

|  |  |  |

|  |  |  |

|  |  |  |

|  |  |  |

|  |  |  |

|  |  |  |

|  |

|  |

|  |

|  |  |  |

|  |

|  |

|  |

|  |

|  |

|  |

|  |

|  |

|  |  |  |

|  |  |  |

|  |  |  |

|  |  |  |

|  |  |  |

|  |  |  |

|  |  |  |

|  |  |  |

|  |  |  |

|  |  |  |

|  |  |  |

|  |  |  |

|  |

|  |

|  |

|  |  |  |

|  |

|  |

|  |

|  |

|  |

|  |

|  |

|  |

|  |  |  |

|  |  |  |

|  |  |  |

|  |  |  |

|  |  |  |

|  |  |  |

|  |  |  |

|  |  |  |

|  |  |  |

|  |  |  |

|  |  |  |

|  |  |  |

|  |

|  |

|  |

|  |  |  |

|  |

|  |

|  |

|  |

|  |

|  |

|  |

|  |

|  |  |  |

|  |  |  |

|  |  |  |

|  |  |  |

|  |  |  |

|  |  |  |

|  |  |  |

|  |  |  |

|  |  |  |

|  |  |  |

|  |  |  |

|  |  |  |

|  |

|  |

|  |

|  |  |  |

|  |

|  |  |  |

|  |  |  |

|  |  |  |

|  |  |  |

|  |  |  |

|  |  |  |

|  |  |  |

|  |  |  |

|  |  |  |

|  |  |  |

|  |  |  |

|  |  |  |

|  |  |  |

|  |  |  |

|  |  |  |

|  |  |  |

| 배리     |
| 올드파인 |

|  |  |  |

|  |

|  |

|  |

|  |  |  |

|  |  |  |

|  |  |  |

|  |  |  |

|  |  |  |

|  |  |  |

|  |  |  |

|  |  |  |

|  |  |  |

|  |  |  |

|  |  |  |

|  |  |  |

|  |  |  |

|  |  |  |

|  |  |  |

|  |  |  |

|  |  |  |

|  |  |  |

|  |  |  |

| 배리     |
| 올드파인 |

|  |  |  |

|  |

|  |

|  |

|  |  |  |

|  |  |  |

|  |  |  |

|  |  |  |

|  |  |  |

|  |  |  |

|  |  |  |

|  |  |  |

|  |  |  |

|  |  |  |

|  |  |  |

|  |  |  |

|  |  |  |

|  |  |  |

|  |  |  |

|  |  |  |

|  |  |  |

|  |  |  |

|  |  |  |

| 배리     |
| 올드파인 |

|  |  |  |

|  |

|  |

|  |

|  |  |  |

|  |  |  |

|  |  |  |

|  |  |  |

|  |  |  |

|  |  |  |

|  |  |  |

|  |  |  |

|  |  |  |

|  |  |  |

|  |  |  |

|  |  |  |

|  |  |  |

|  |  |  |

|  |  |  |

|  |  |  |

|  |  |  |

|  |  |  |

|  |  |  |

| 배리     |
| 올드파인 |

|  |  |  |

|  |

|  |

|  |

|  |  |  |

|  |  |  |

|  |  |  |

## 인접한 역
| CP 골트선            | CP 골트선        | CP 골트선            |
| -------------------- | ---------------- | -------------------- |
| 메도우베일 밀턴 방면 | GO 트랜싯 밀턴선 | 에린데일 유니언 방면 |